# Olov Wiberg
Sven Oskar Olov Wiberg, född 19 november 1913 i Hammarby socken, död i juli 1990 i Eds församling, var en svensk konstnär.
Han var son till åkaren Johan Adolf Wiberg och Signe Theresie Lidberg. Wiberg studerade vid Hansens malerskole i Köpenhamn 1930 och vid Skånska målarskolan 1931–1932 i Malmö samt Blombergs målarskola i Stockholm 1935 och en tids studier vid Kungliga konsthögskolans dekorativa avdelning 1938. Han företog ett stort antal studieresor i Europa. Han debuterade separat med en utställning på Alebys konstsalong i Stockholm 1938 som följdes av separatutställningar på bland annat Mässhallen och De ungas salong i Stockholm samt på Kanarieöarna. Han medverkade i Sveriges allmänna konstförenings salonger i Stockholm några gånger i slutet av 1930- och början av 1940-talen. Vid sidan av sitt konstnärskap arbetade han som journalist för några Norrlandstidningar där han skrev film, konst- och teaterrecensioner. Hans konst består av stilleben, porträtt figurmotiv och romantiska landskapstolkningar från Norrland. 
Han drev under några år en egen målarskola i Stockholm. Viberg är representerad i Prins Eugens Waldemarsudde. 